# Супо II Сполетски
Супо II Сполетски или Супо III (Suppo II, Suppo III, Suppone, + ок. 879) от род Супониди, е херцог на Сполето през 871 – 876 г. Той е архи-министър (archiminister) и консилияр (consiliarius) на император Лудвиг II. През 869 – 870 г. Супо II работи в Константинопол като имперски missus с Анастасий Библиотекар.

## Биография
Той е роднина на съпругата на Лудвиг II, императрица Енгелберга, и братовчед на Супо, граф на Парма, Асти и Торино. След смъртта на Лудвиг Супо II помага на Карломан Баварски за трона в Италия. Карл II Плешиви го сваля от трона на Херцогство Сполето през февруари 876 г. и поставя предишния херцог Ламберт I.
Супо II е женен за сестра на херцог Еберхард от Фриули, и има син Унрох.
Умира между март 877 и август 879 г.